# Diputació Provincial de Madrid
La Diputació Provincial de Madrid va ser una institució espanyola, creada en 1833 i suprimida en 1983, de govern i administració de la província de Madrid. La creació de la Comunitat de Madrid, uniprovincial, va fer innecessària aquesta institució, les competències i béns de la qual van passar a la nova autonomia madrilenya. La diputació de Madrid era una de les 5 que componien la regió de Castella la Nova.
En aquest sentit, la disposició transitòria quarta, número 2 de l'Estatut d'Autonomia de la Comunitat de Madrid, establia:
«Una vegada constituïts els òrgans d'autogovern comunitari, quedaran dissolts de ple dret els òrgans polítics de la Diputació Provincial de Madrid,la qual cessarà en les seves funcions. La Comunitat de Madrid assumirà totes les competències, mitjans i recursos que segons la Llei corresponguin a la Diputació Provincial de Madrid, i se subrogarà en les relacions jurídiques que es derivin de les activitats desenvolupades per aquella».
El Decret 14/83, de 16 de juny, del Consell de Govern de la Comunitat, preveia la substitució dels membres de Consells d'Administració nomenats per la Diputació Provincial, i regulava en la seva disposició transitòria tercera l'extinció de les places de Cossos Nacionals d'Administració Local adscrites a la Diputació Provincial i el cessament dels seus titulars.

## Origen

Escut de la Diputació Provincial de Madrid fins 1983

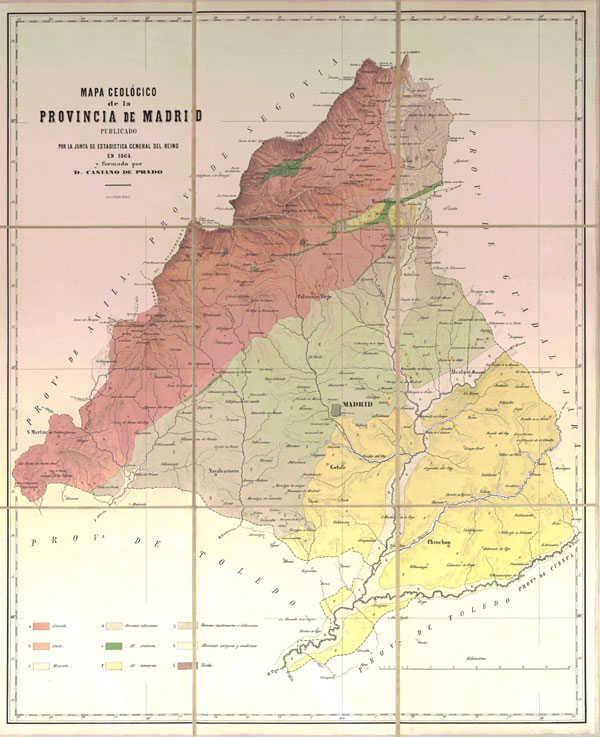
Mapa de la província de Madrid de Casiano del Prado.

La institució va néixer per assumir el govern i administració de la província de Madrid, fins a aquell moment inexistent, per decret de 30 de novembre de 1833.
La bandera provincial madrilenya era verda.

## Presidents
- Santiago Alonso Cordero (1865)
- Rafael Henche de la Plata (PSOE) (1936)
- Armando Muñoz Calero.
- Carlos Revilla Rodríguez (PSOE) (1979)